# Thermopolis
La ville de Thermopolis (en arapaho : Xonoú'oo') est le siège du comté de Hot Springs, dans l’État du Wyoming, aux États-Unis. Sa population, qui s’élevait à 3 221 habitants lors du recensement de 2010, est estimée à 2 839 habitants au 1er juillet 2020.
Thermopolis est située près du Hot Springs State Park et abrite le Wyoming Dinosaur Center, une organisation privée de recherche de fossiles.